# 普林頓 322

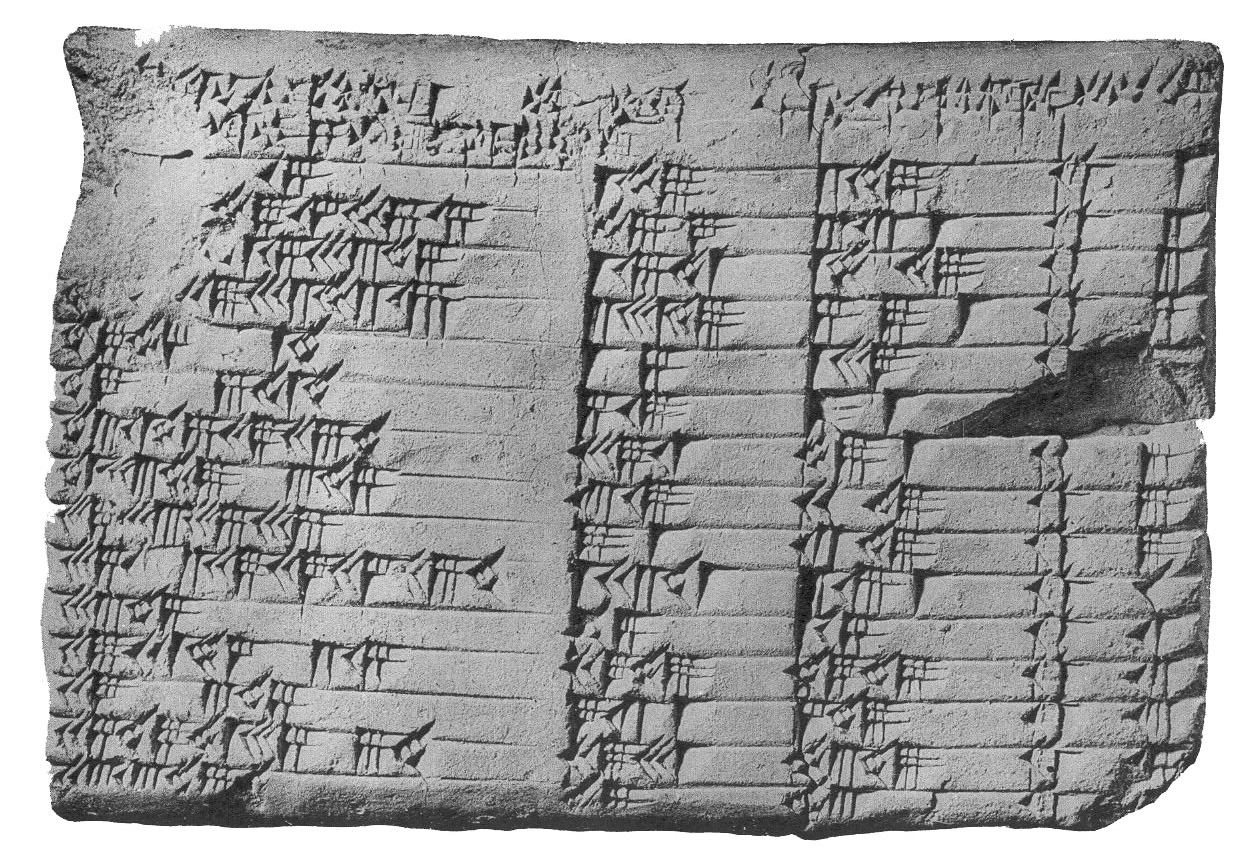
普林頓 322 泥板

普林頓 322爲古巴比倫的一個泥板，值得注意的是它記載了古巴比倫的數學。現在收藏於哥倫比亞大學。這塊泥板相信是在公元前1800年左右寫成的，有一個四個行十五列和楔形文字組成的表格。
表格列出了勾股數，也就是滿足{\displaystyle a^{2}+b^{2}=c^{2}}的正整數集合a,b和c。由於遠比希臘、印度的數學家發現要早一千多年，從現代的觀點上，他們在數學的成就是不能小看的。有推論指這塊泥板的作者是為了抄寫題目而記載下來的。
儘管普林頓 322 在過去被解讀成一個三角函數表，最近才被發現不是一個三角函數表。

## 出處和年份
普林頓 322 的部分是破碎的，寬大約13厘米，9厘米高，2厘米厚。紐約出版商亞瑟·喬治·普林頓在1922年左右從一個古玩收藏家埃德加·J.班克斯購買了這塊泥板，並與他的其他收藏品於20世紀30年代中期遺贈到哥倫比亞大學。據班克斯的說明，這塊泥板來自Senkereh，一個在伊拉克南部的古城拉爾薩的地方。
「從其楔形文字的風格上看，這塊泥板應該是在公元前1800年寫成的。」羅布森寫道：「它是伊拉克南部4000-3500年前典型的文件，具體上，由於它跟拉爾薩地帶的文件寫作格式相似，它可追溯至公元前時期1822年至1784年。」羅布森更指出，普林頓322的時期大多數都是行政用的文件，而不是數學的研究。